# Академія мистецтв Болоньї
44°29′52″ пн. ш. 11°21′11″ сх. д. / 44.497811111111° пн. ш. 11.353188888889° сх. д.

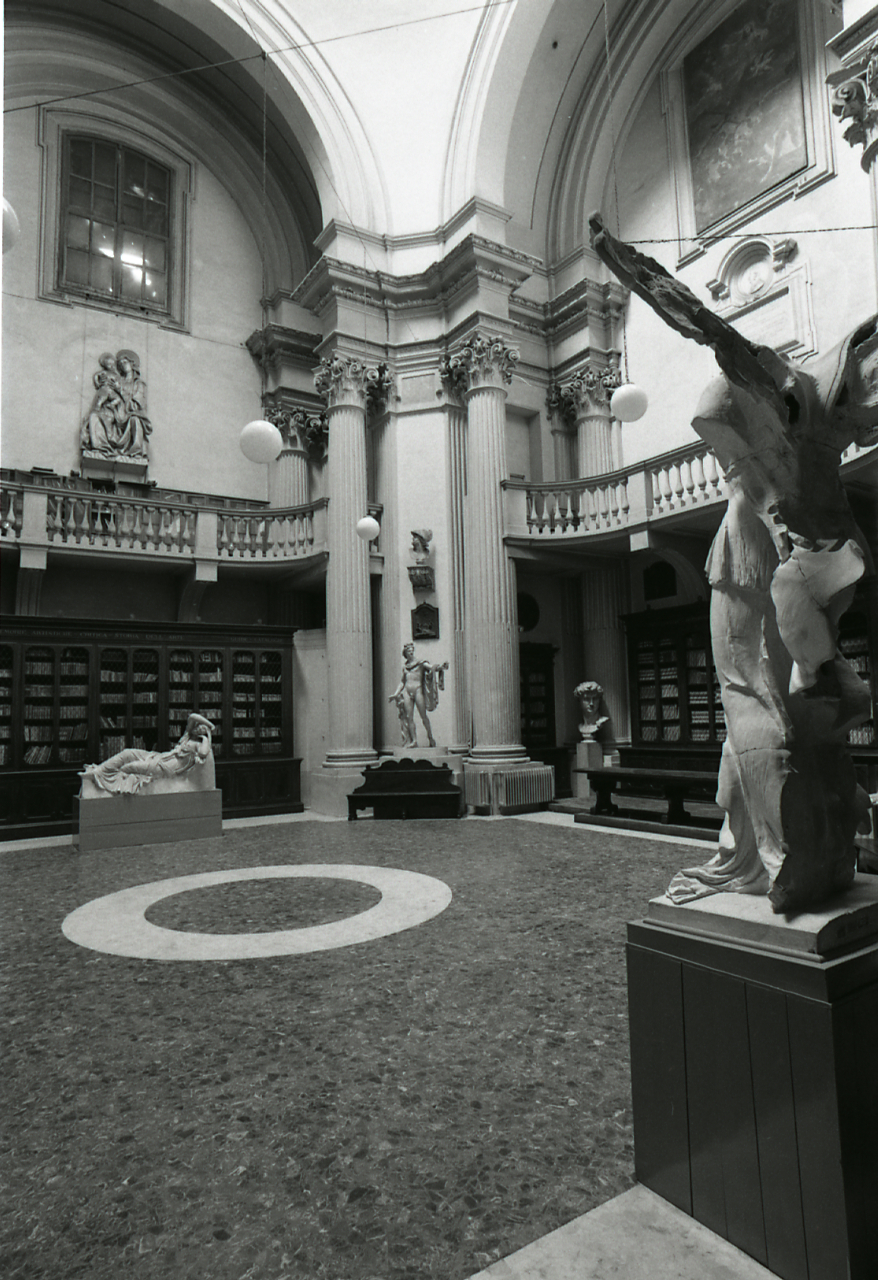
Фото Паоло Монті, 1974

Академія мистецтв Болоньї, колишня Академія Клементіна (італ. Accademia di Belle Arti di Bologna також Accademia Clementina) — академія красних мистецтв в місті Болонья, заснована 1710 року.

## Початок у XVI ст. і занепад

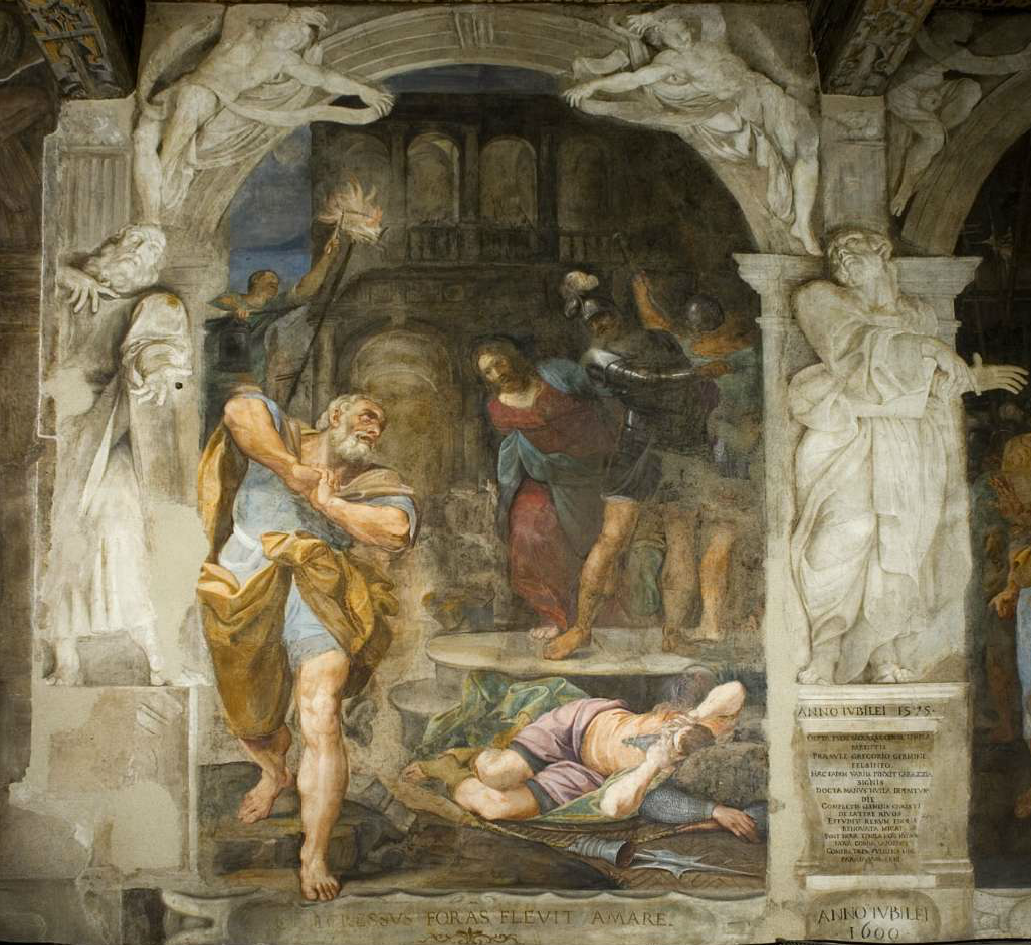
Франческо Альбані. «Каяття апостола Петра», фреска в Ораторіумі ді Сан Коломбано, Болонья

Художня академія в місті Болонья народжувалась двічі. Первісно її заснували в Болоньї брати Караччі (імовірно) 1582 року. В Італії XVI ст. мали поширення академії як гуртки заможних людей для зустрічей з музикою і цікавим дозвіллям.
Мета новоствореного закладу братів Караччі була абсолютно іншою. Заклад мав надати художньо обдаровній молоді комплекс теоретичних знань та навчати малюнку з оголеної натури[джерело?]. Її первісна назва Accademia degli Incamminati. Задум був досить сміливим, оскільки впливова католицька церква жорстко цензурувала художню практику в Італії і забороняла оголеність в світі настанов Контрреформації. Художня академія братів Каррачі існувала як приватний, а не державний навчальний заклад. Завдяки наполегливості і сильному характеру академію очолив Аннібалє Каррачі (1560–1609).
Академія скоро виборола авторитет і стала місцем зборів освічених сучасників, серед котрих були не тільки художники — її відвідували доктор, схоласт Мельхіоре Дзоппіо (бл. 1544–1634) та астролог, математик, астроном і картограф Джованні Антоніо Маджині (1555–1617). Академія виборола і право ставити оголену натуру для фахового навчання студентів-чоловіків. Керівництво новоствореного закладу попіклувалось навіть про статут, девіз і герб. Ним стало зображення небесної сфери із сузір'ям Малої Ведмедиці і девізом (латиною) під нею Contentione Perfectus.
Метою братів було також підвищення авторитету художників до престижного рівня, котрий вже мали італійські поети, музики і літератори. Метою був також вихід зі стану ремісників, до якого традиційно зараховували і художників.
По смерті братів приватна академія в Болоньї занепала. Занепала навіть гільдія художників Св. Луки в Римі, діяльність котрої були вимушені відновити. Але був створений прецедент і згодом академії мистецтв для навчання художньої молоді заснували в декількох європейських країнах.

## Дещо про Джамп'єтро Дзанотті

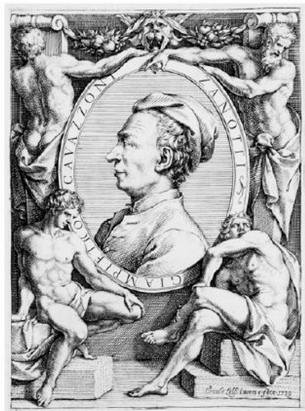
Гравер Джамп'єтро Ріва. «Джамп'єтро Дзанотті»

Джамп'єтро Дзанотті (1674–1765) народився в Парижі. Але художню освіту опановував в Болоньї. Був серед прихильників стилістики рококо. Художній спадок митця нині відомий мало. В історію художник Джамп'єтро Дзанотті увійшов як автор декількох друковних видань. Він був серед активних засновників художньої академії в місті Болонья 1710 року. Дзанотті згодом відтворив історію перших десятиліть академії, котра була оприлюднена 1739 року у двох книгах. Більшість друкованих творів Дзанотті була і надалі так чи інакше пов'язана з діяльністю художньої академії в Болоньї.

## Заснування у 1710 році

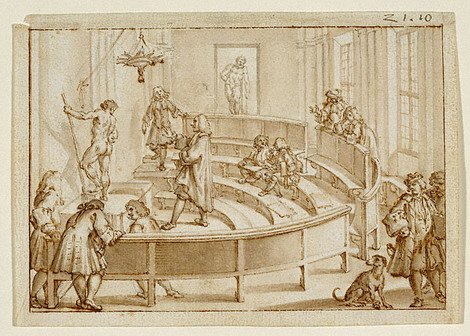
Джамп'єтро Дзанотті, малюнок " Натурний клас, художня Академія Клементіна ", 1739 р. Музей Гетті, США.

Ще 1706 року багатій і художник Ерколе Фава (1669–1744) посприяв болонським художникам під керіництвом Джамп'єтро Дзанотті заснувати академію. Процес розтягся на декілька років. Для праці художників багатій і художник Ерколе Фава віддав декілька залів в палаццо Фава з 1710 року. Папи римський дозволив заснування академії і приєднав її до Болонського університету. 1711 року статут навчального закладу для художників затвердив новий папа римський Климент XI, на честь якого вона отримала назву Академія Клементина.
Художня академія готувала художників, скульпторів і архітекторів.

## Популярні майстриАкадемії КлементинаXVIII ст
- Донато Креті (1671–1743)

Медаль на честь Джамп'єтро Дзанотті та заснування Академії Клементіна в Болоньї. Кінець 18 ст.

- Фердинандо Бібієна (тобто Фердинандо Галлі Бібієна 1656–1743)
- Джузеппе Галлі Бібієна (1996–1757)
- Франческо Галлі Бібієна (1659–1739)
- Ерколе Леллі (1702–1766)
- Гаетано Гандольфі (1734–1802)
- Карло Чіньяні (1628–1719) та ін.

## Вибрані твори майстрів болонської академії XVIII ст. (болонський академізм)

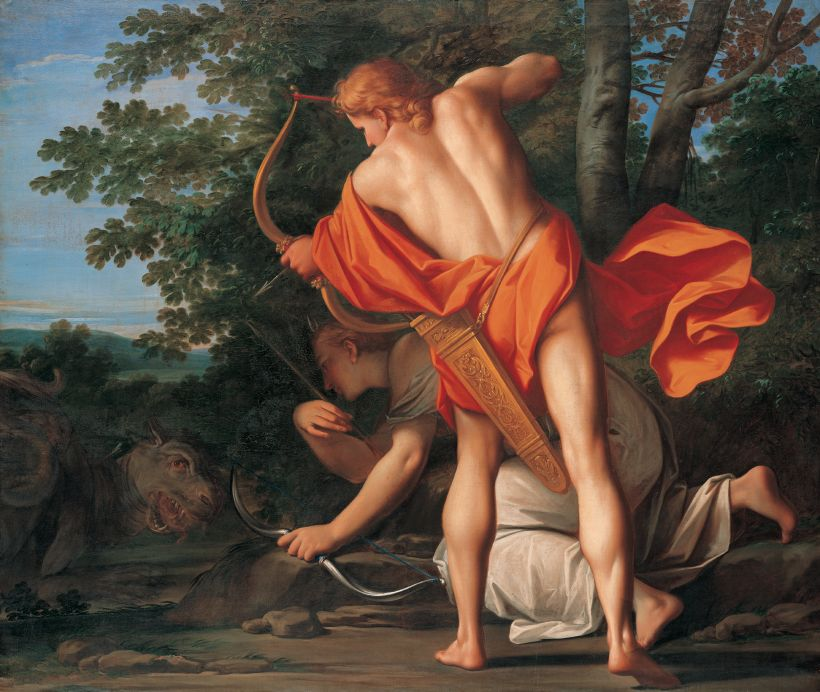
Маркантоніо Франческіні. «Аполлон і Діана вбивають Піфона», 1709 р.

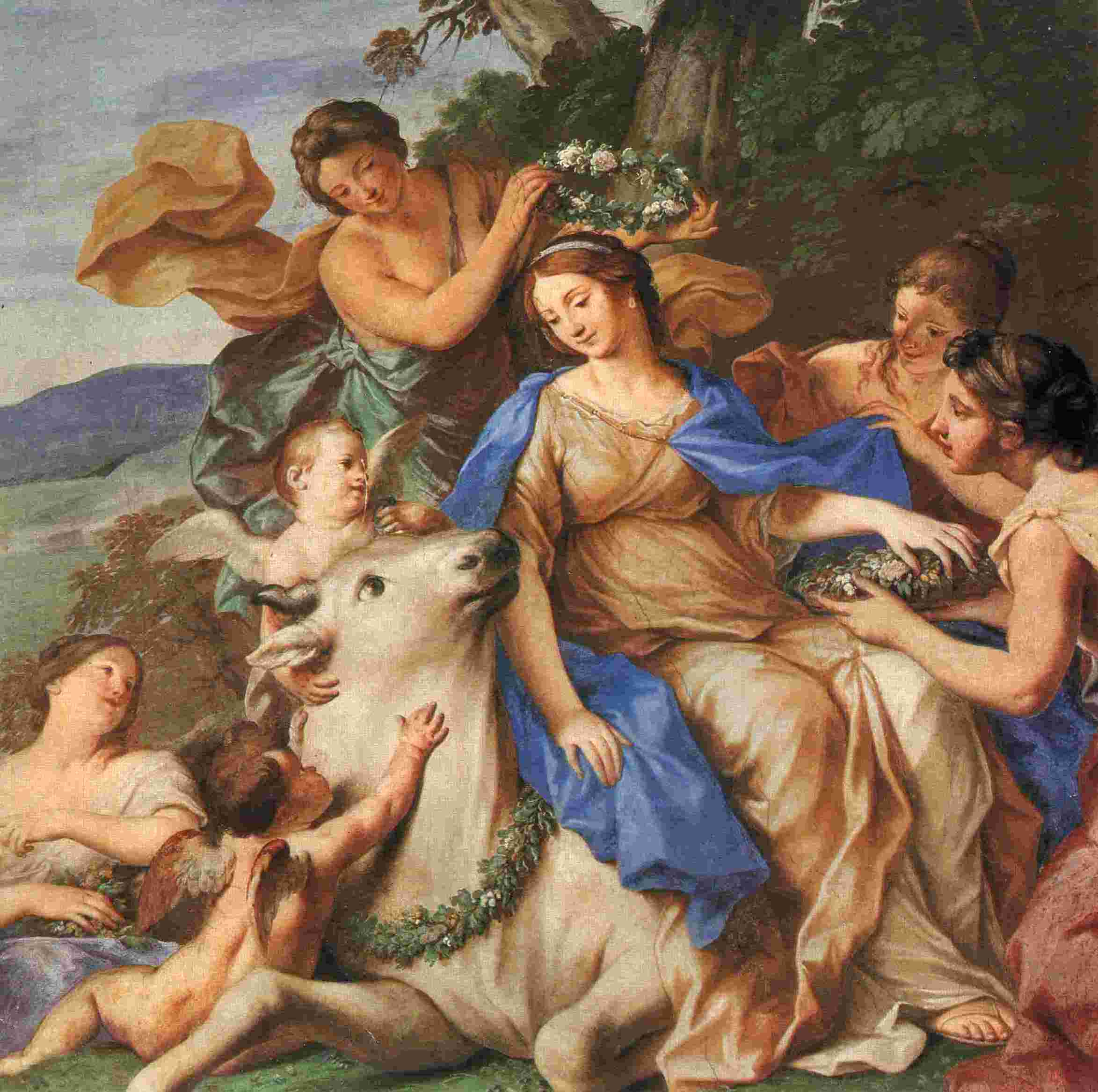
Карло Чіньяні. «Викрадення Європи биком-Зевсом», фреска в палаццо Дукале в саду, Парма.
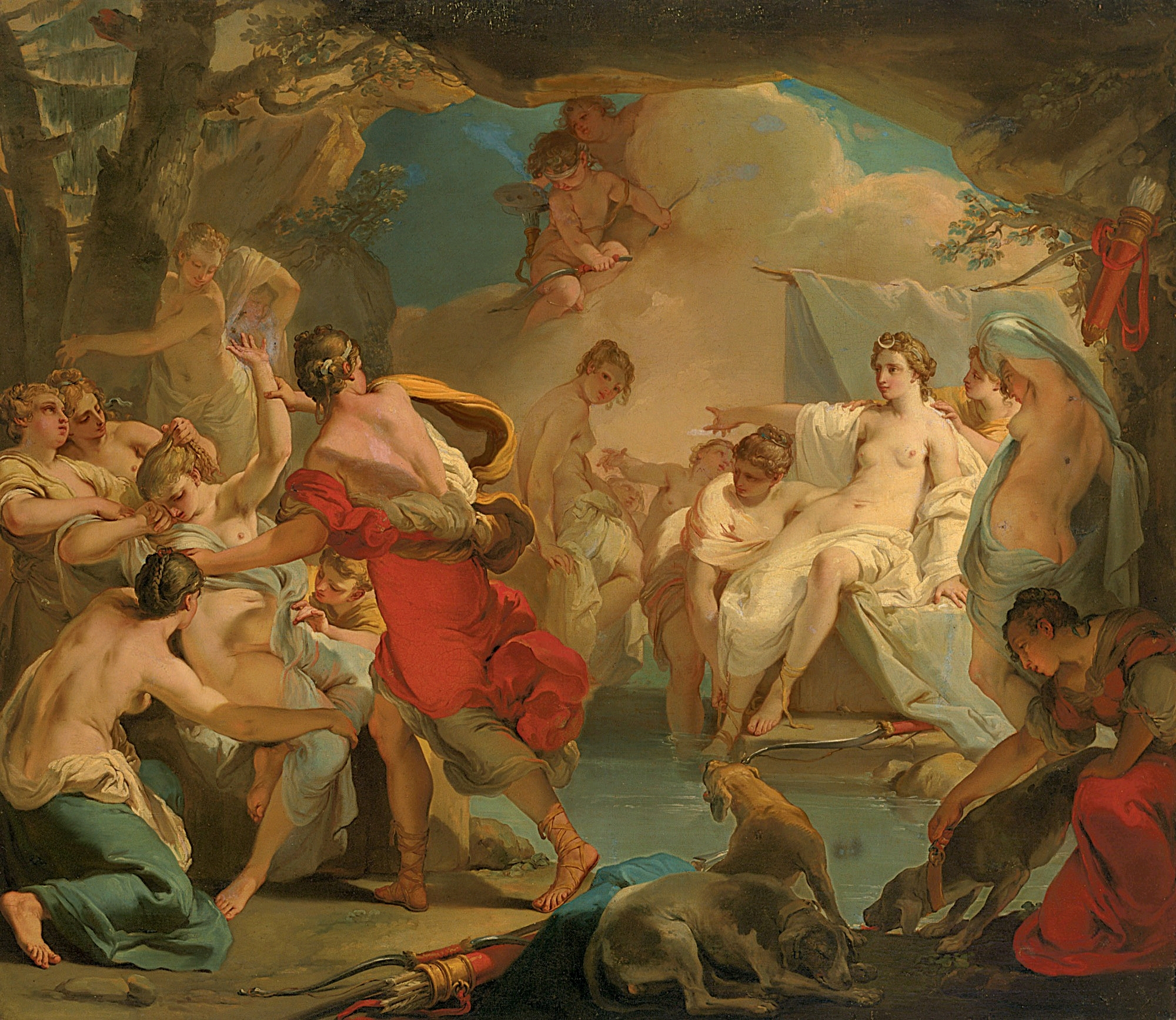
Гаетано Гандольфі. Діана і вагітна німфа Каллісто
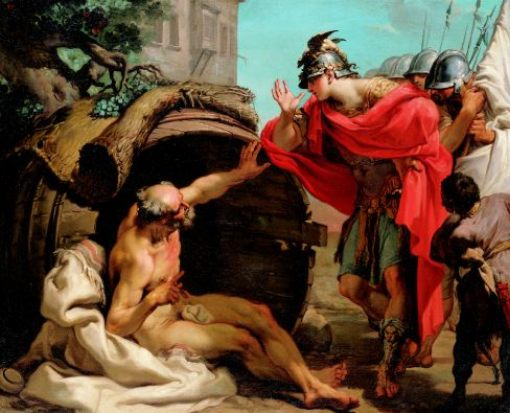
Гаетано Гандольфі. «Філософ Діоген і Александр Македонський», 1792, приватн. збірка
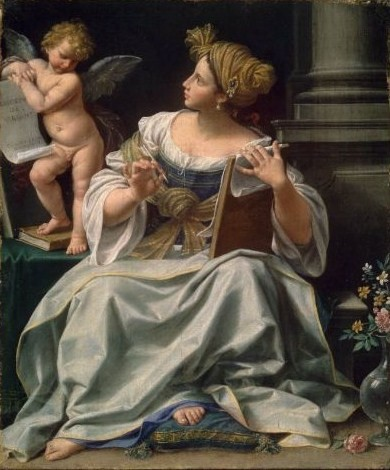
Донато Креті. «Сивілла Кумська», 1730, Бостонський музей образотворчих мистецтв, США

## Графічні твори майстрів XVIII ст

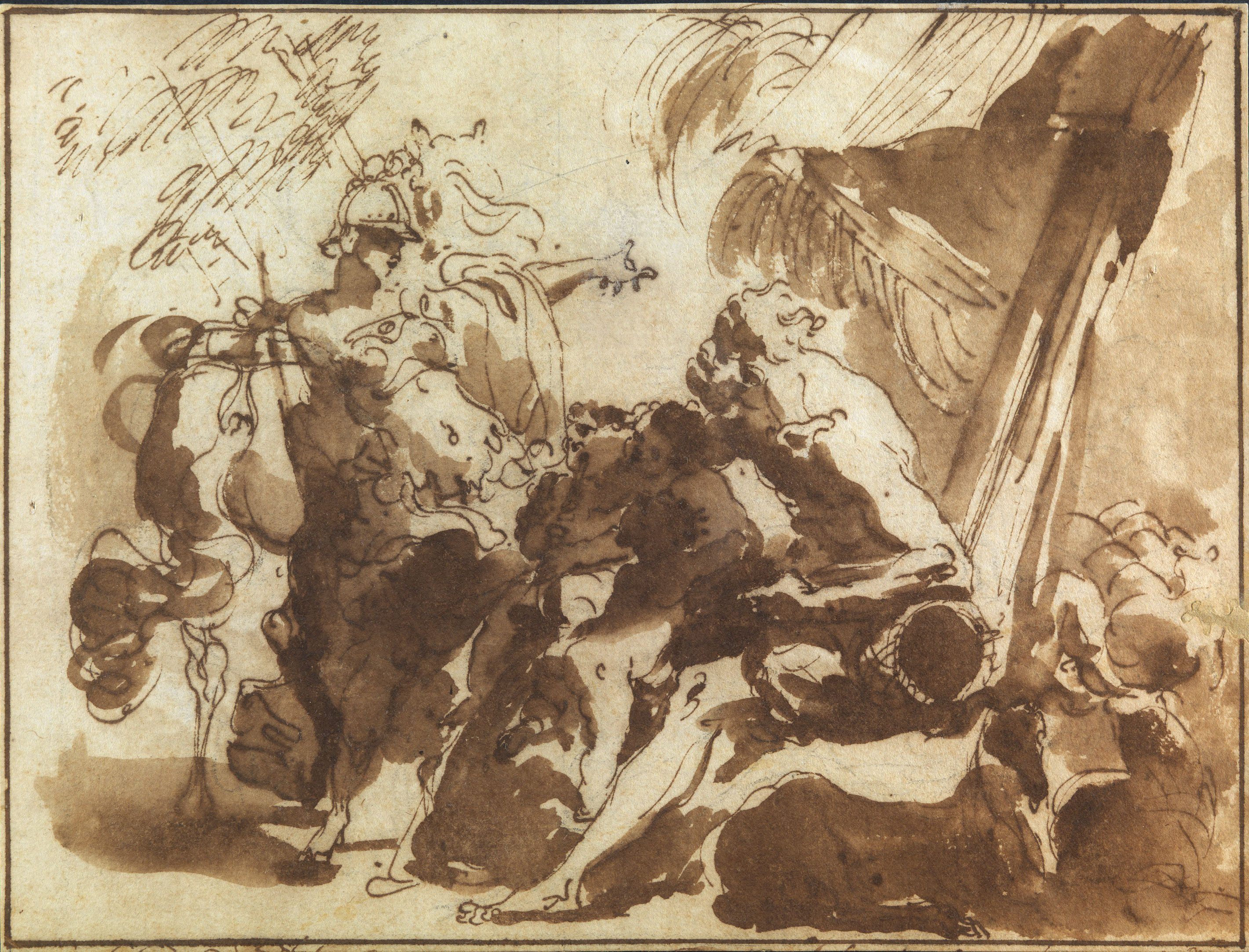
Гаетано Гандольфі, «Міфологічна сцена з Мінервою», Національна бібліотека Бразилії.
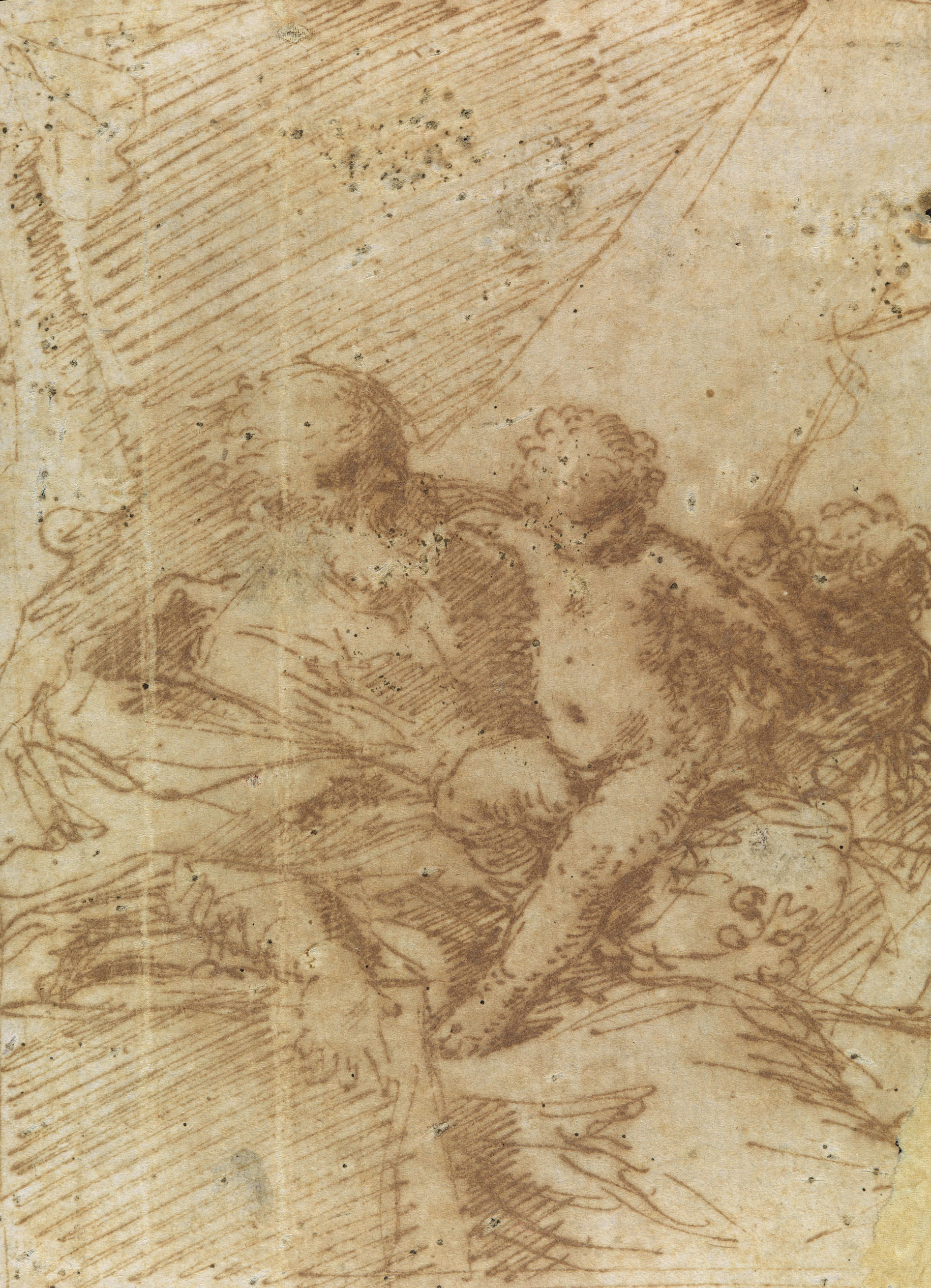
Донато Креті. «Св. Йосип з Христом немовлям», Національна бібліотека Бразилії.
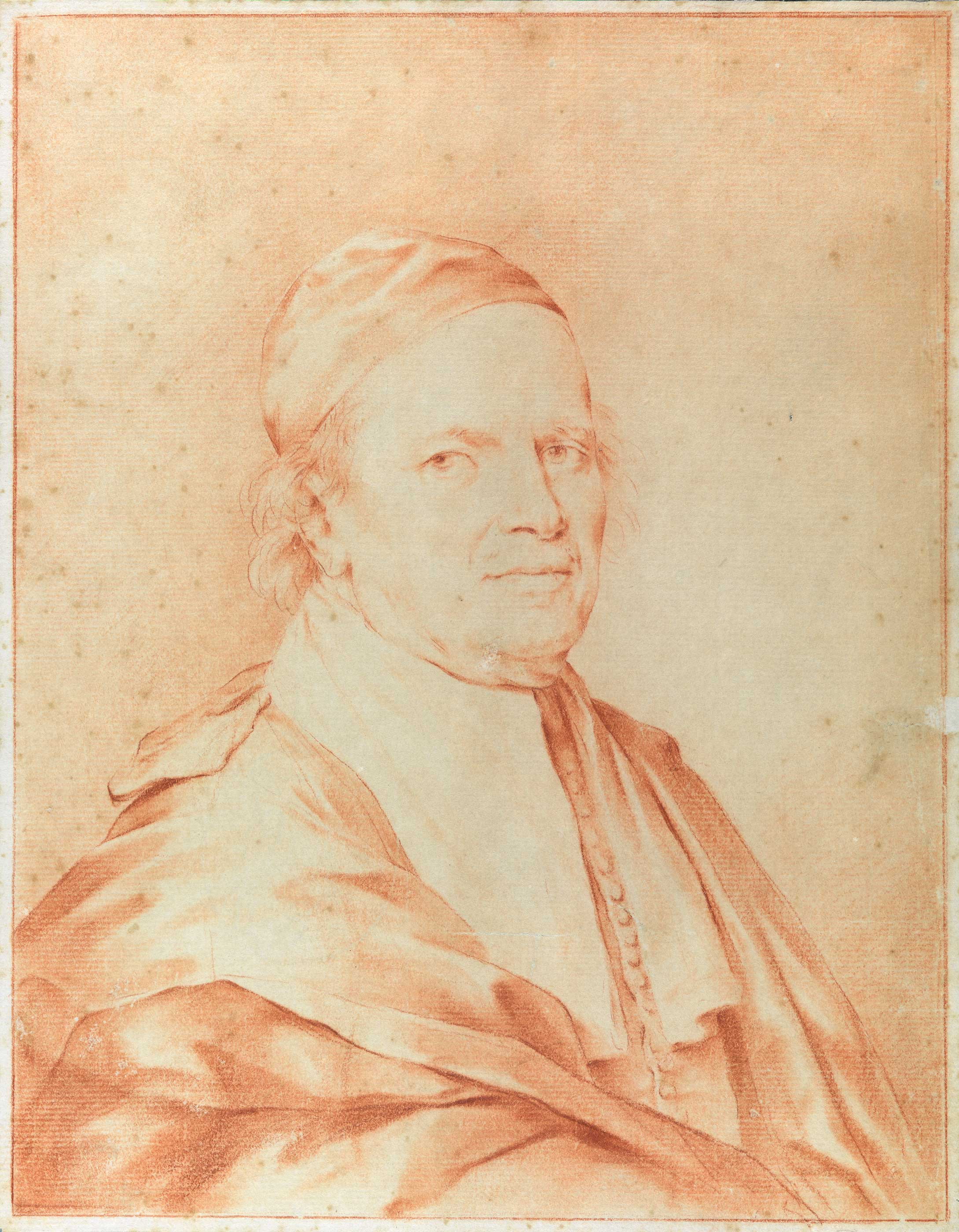
Карло Чіньяні. «Автопортрет», початок 1770-х рр.
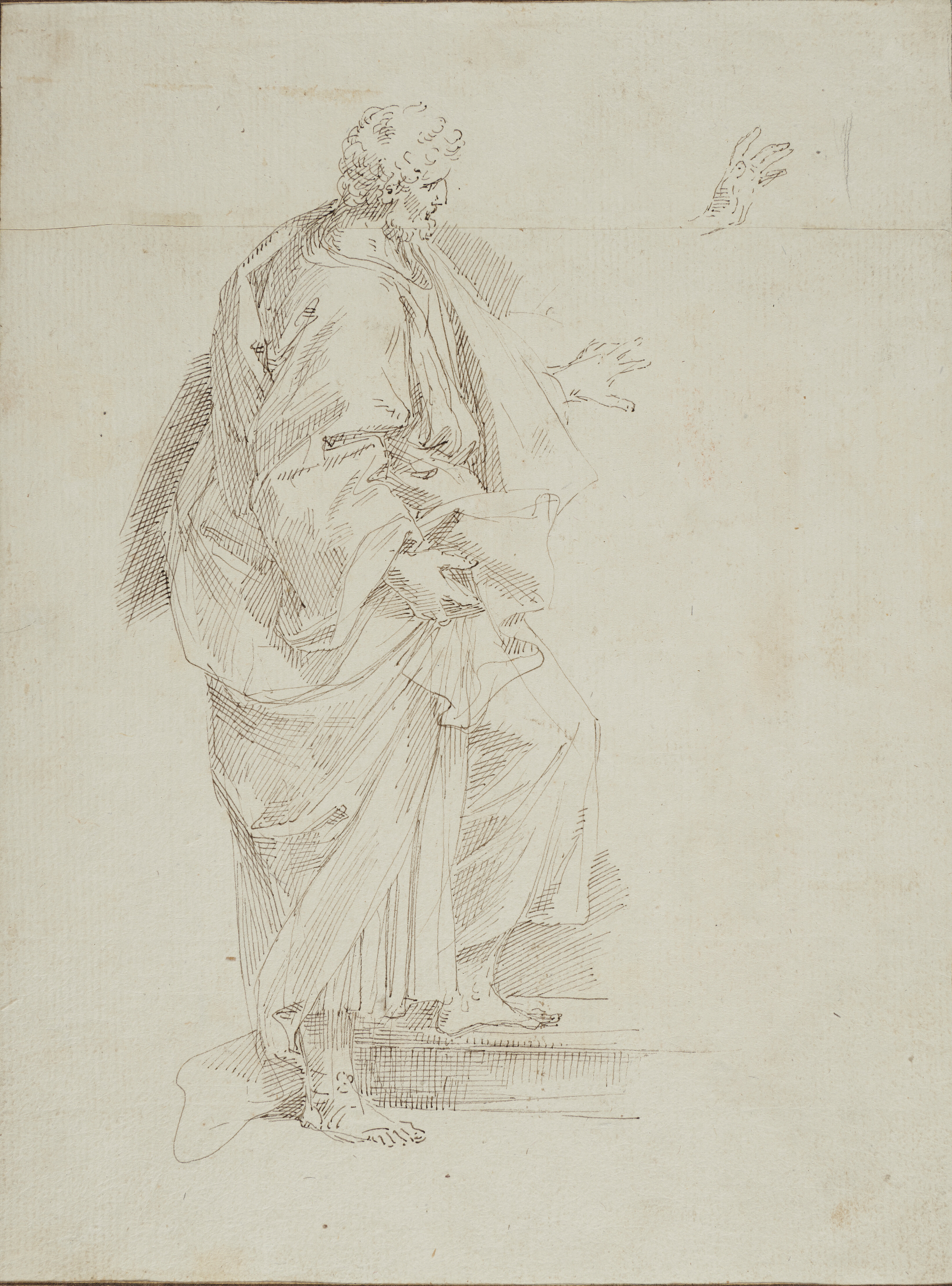
Донато Креті. «Чоловіча фігура, що стоїть», 1730, Музей Ашмола, Оксфорд.
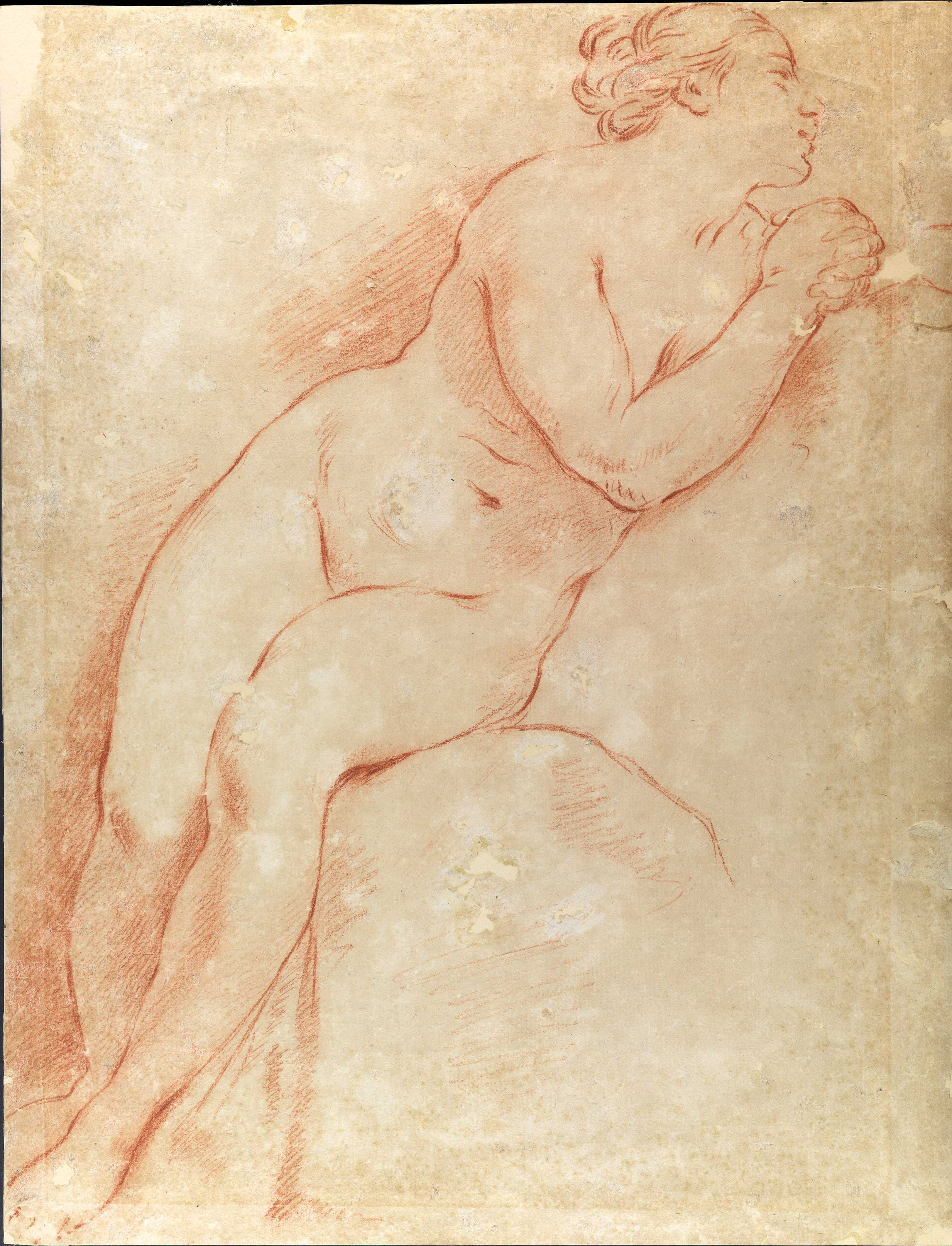
Карло Чіньяні. Штудія оголеної натури, Національна бібліотека Бразилії.

## Період наполеонівської окупації Болоньї і історія в XIX ст.

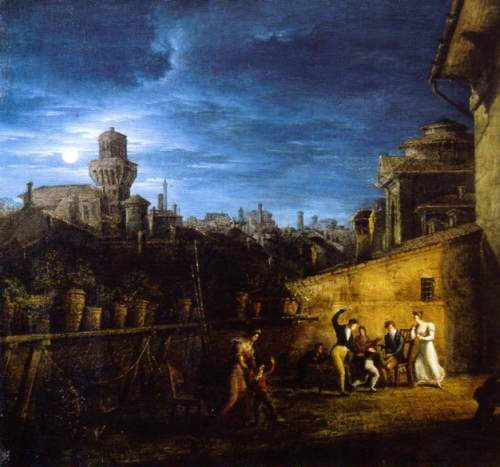
Антоніо Базолі. «Тераса Папської академії ввечері з побутовою сценою», 1826 рік.

В період наполеонівської окупації Болоньї Академія Клементина була реорганізована і отримала нову назву — Національна академія образотворчих мистецтв. Художній заклад перевели в Колегію єзуїтів міста Болонья. Академія зберегла частку первісних нагород для здібних учнів. Існувала практика конкурсів серед студентства і отримання переможцями пенсіонерського забезпечення і перебування в Римі для удосконалення майстерності.
Кожен рік під час вітання переможців конкурсу влаштовували художні виставки як студентів, так і художників та аматорів Болоньї, що було важливою подією в художньому житті міста.
1815 року після розвалу імперії Наполеона Бонапарта і усунення його із європейської політики, владу в місті відновив папа римський. Назва «Національна академія образотворчих мистецтв» новою владою знову змінена на «Папську академію образотворчих мистецтв», тоді як навчальні програми залишили незмінними.
Деякі зрушення в роботі академії відбулися 1860 року після скасування влади римських пап у Болоньї і приєднання її до Королівства Італії.

## Реформа в XX ст
1923 року художня академія Болоньї була реорганізована. З її складу виключили відділ архітектури і передали його до складу Болонського університету. Це обумовило зміни в терміні навчання.
Були запроваджені нові нагороди :
- премія Цукеллі
- премія Самп
- премія Джорджо Моранді для граверів.